# Josep Maria Domènech
Josep Maria Domènech i Graells (* 1949 in Barcelona) ist ein spanischer Journalist.

## Leben und Wirken
Domènech arbeitete seit 1984 für den katalanischen Fernsehsender TV3 als Reporter im Nachrichtendepartement. Unter anderem arbeitete er an Telenotícies, 30 minuts und weiteren Nachrichtensendungen mit, wo er sich auf den visuellen Aspekt konzentrierte. Für seine Arbeit an 30 minuts gewann er mehrere bedeutende Preise, wie die Mención Especial Bienestar Social del Ayuntamiento de Barcelona für El treball de buscar treball, oder den Premi Pirenné d'Andorra für Que ve l'ós und Tor, la muntaya maleïda.
Gemeinsam mit Carles Bosch produzierte Domènech ab 1994 einen Dokumentarfilm über kubanische Bootsflüchtlinge, die ein besseres Leben in den USA suchen. Sieben Jahre später besuchte das Team die Gruppe erneut, um sie über ihre Erfahrungen nach dem ersten Dreh zu befragen. Der Film wurde 2002 unter dem Titel Balseros – Kubanische Träume vom Glück veröffentlicht. Balseros wurde für einen Goya und einen Oscar als bester Dokumentarfilm nominiert und gewann 2005 einen Emmy für die beste Cinematografie. Zudem wurde Domènech 2003 mit dem Premi Nacional de Cinema de la Generalitat ausgezeichnet.